# Aeropuerto Intercontinental de Querétaro
Querétaro Intercontinental Airport är en flygplats i Mexiko.   Den ligger i kommunen Querétaro och delstaten Querétaro Arteaga, i den centrala delen av landet, 170 km nordväst om huvudstaden Mexico City. Querétaro Intercontinental Airport ligger 1 919 meter över havet.
Terrängen runt Querétaro Intercontinental Airport är platt åt sydväst, men åt nordost är den kuperad. Runt Querétaro Intercontinental Airport är det ganska tätbefolkat, med 155 invånare per kvadratkilometer. Närmaste större samhälle är General Lázaro Cárdenas, 8,5 km sydväst om Querétaro Intercontinental Airport. Trakten runt Querétaro Intercontinental Airport består till största delen av jordbruksmark.